# Jan Bartoš (herec, 1932)
Jan Bartoš (* 10. října 1932, Čornoholova u Velké Berezné, Podkarpatská Rus - 11. října 2014, Praha) byl český divadelní a filmový herec a režisér.

## Život
Mládí prožil v Brušperku. V roce 1956 absolvoval katedru režie na DAMU v Praze u profesora Salzera, pak nastoupil do Divadla V. Nezvala v Karlových Varech (1956–1959), poté do Divadla Josefa Kajetána Tyla v Plzni (1959–1963) a od roku 1963 do roku 1991 působil v divadle E. F. Buriana v Praze.
Byl třikrát ženat a je otcem syna Ondřeje, Tomáše (* 1957) a Petra (* 1960) z druhého manželství s Renatou Olárovou. Spolupracoval s Českým rozhlasem a Rádiem Proglas.